# Engine Alliance GP7000
Engine Alliance GP7000 là một Động cơ tuốc bin phản lực cánh quạt hiện đang được dùng trong máy bay Airbus A380. Công ty liên doanh Engine Alliance giữa General Electric và Pratt & Whitney được thành lập để chia sẻ tiền phát triển động cơ. Các khách hàng máy bay A380 mà dùng động cơ GP7200 gồm có các hãng Emirates, Etihad, Air France, Korean Air, Qatar và Asiana Airlines.

## Phát triển
Ban đầu Engine Alliance dự định chế động cơ cho chiếc máy bay Boeing 747X, nhưng khi chương trình này bị hủy bỏ, động cơ được dùng cho máy bay Airbus A380. Pratt & Whitney phát triển hệ thống máy nén thấp áp trên căn bản của động cơ PW4000 cùng với cáhn quạt có đường kính 2,96 m làm bằng Titan, và động cơ thấp áp. Còn General Electric phát triển hệ thống cao áp (máy nén cao áp, buồng đốt và động cơ cao áp) trên căn bản GE90.Tham dự vào việc phát triển động cơ này cũng có các hãng Âu Châu như hãng Đức MTU Aero Engines ở München (22%), hãng Pháp Snecma và hãng Bỉ Techspace Aero.
Vào ngày 14 tháng 12 năm 2007, động cơ này đã được giấp phép hoạt động của FAA và EASA là động cơ chính thức cho chiếc máy bay A380.